# Robert Englaro
Robert Englaro (Novo Mesto, República Federativa Socialista de Yugoslavia, 28 de agosto de 1969) es un exfutbolista esloveno, que se desempeñó como defensa y que militó en diversos clubes de Eslovenia e Italia.

## Clubes
| Club               | País      | Año         |
| ------------------ | --------- | ----------- |
| Olimpija Ljubljana | Eslovenia | 1988 - 1997 |
| Foggia             | Italia    | 1997        |
| Atalanta           | Italia    | 1997 - 2000 |
| NK Ljubljana       | Eslovenia | 2001 - 2002 |

## Selección nacional
Ha sido internacional con la selección de fútbol de Eslovenia, donde jugó en 36 ocasiones y no anotó goles en el seleccionado esloveno adulto.